# 하현

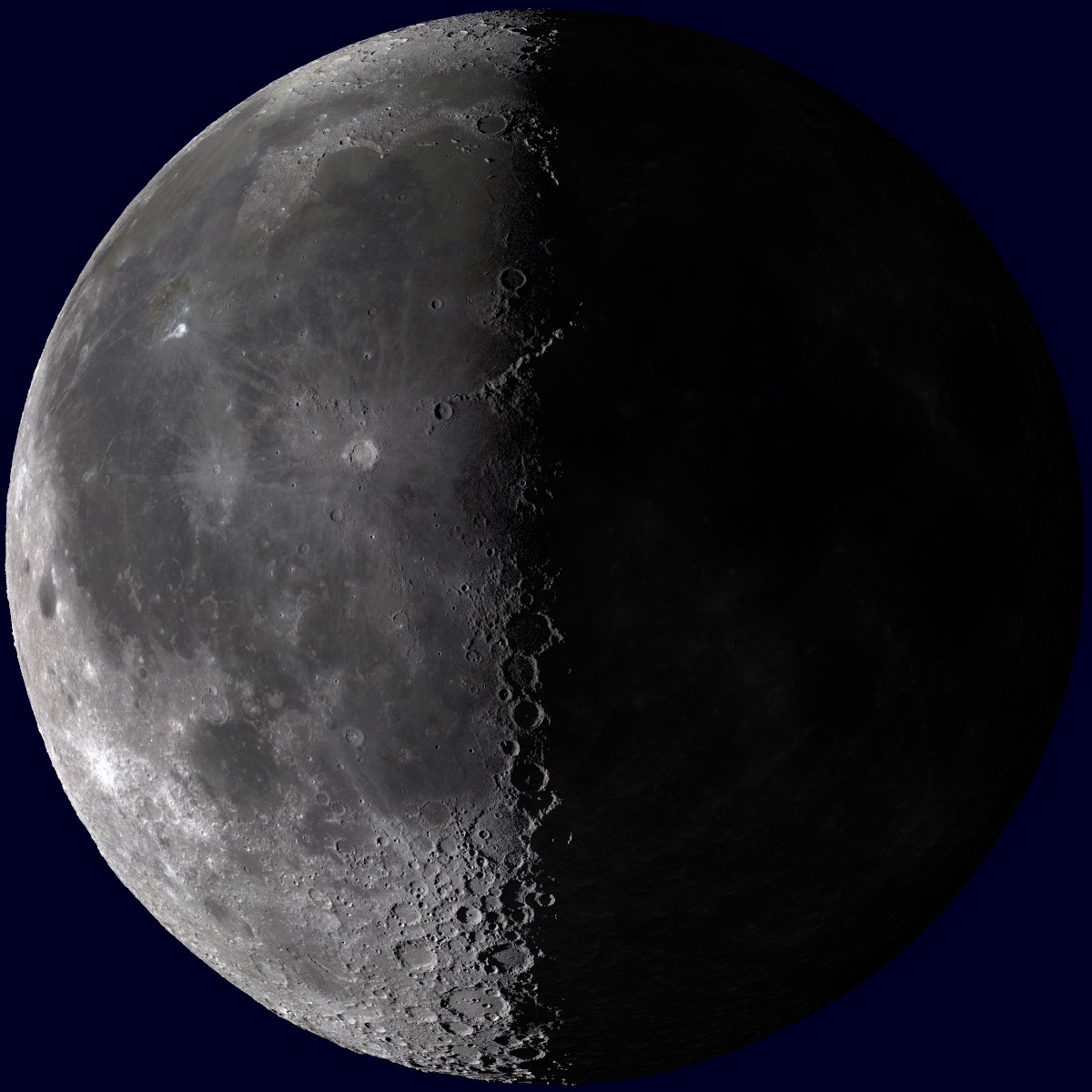
북반구의 하현

하현(下弦, 영어: last quarter)은 망이 지난 뒤 지구와 태양, 지구와 달을 잇는 직선이 직각이 되어 달의 동쪽 절반을 볼 수 있게 되는 시기 혹은 그 현상을 가리킨다. 하현달은 한밤중에 동쪽 하늘에서 볼 수 있고, 이른 아침에는 남쪽, 그리고 한낮 오전에는 서쪽 하늘에서 볼 수 있다. 그런데, 하현달도 상현달 이후이기 때문에 물론 하루를 넘기지만, 하현달은 떠오르는 시간 자체부터가 하루를 넘긴다. 보이는 형태는 활 모양의 현을 엎어 놓은 것 같은 반원 모양의 달인데 상현과는 정반대이다. 하현달은 상현달과 똑같이 지는 시점에서 이름을 붙였다. 하현은 반대로 마치 활을 아래로 향하는 거와 비슷하여 아래(하), 시위(현)을 붙여 하현이라고 불렀다.

## 기타
음력 22일, 23일에 항상 하현달이 뜨지는 않는다. 달은 지구 주위를 원에 가까운 타원형으로 공전하는데 (달의 공전 궤도 이심률은 0.05488이다.), 달이 원지점을 통과하는 경우에는 음력 24일에 하현달이 뜬다.
또한, 하현달이 뜰 때에는 밀물과 썰물 사이의 높이 차이, 즉 조수간만의 차, 조차가 가장 적다. 이는 상현달일 때에도 마찬가지이다.

## 같이 보기
- 달의 위상
- 상현